# Dubovo, Žitorađa
Dubovo (izvirno srbsko Дубово) je naselje v Srbiji, ki upravno spada pod Občino Žitorađa; slednja pa je del Topliškega upravnega okraja.

## Demografija
V naselju živi 526 polnoletnih prebivalcev, pri čemer je njihova povprečna starost 51,1 let (49,2 pri moških in 52,8 pri ženskah). Naselje ima 259 gospodinjstev, pri čemer je povprečno število članov na gospodinjstvo 2,35.
To naselje je, glede na rezultate popisa iz leta 2002, večinoma srbsko.
|  |

| Demografija | Demografija     | Demografija     |
| Leto        | Št. prebivalcev | Št. prebivalcev |
| ----------- | --------------- | --------------- |
|             |                 |                 |
|             |                 |                 |
|             |                 |                 |
|             |                 |                 |
| 1948        | 1686            |                 |
| 1953        | 1702            |                 |
| 1961        | 1439            |                 |
| 1971        | 1305            |                 |
| 1981        | 1031            |                 |
| 1991        | 805             | 803             |
| 2002        | 610             | 608             |
|             |                 |                 |

| Etnična sestava po popisu iz leta 2002 | Etnična sestava po popisu iz leta 2002 | Etnična sestava po popisu iz leta 2002 | Etnična sestava po popisu iz leta 2002 | Etnična sestava po popisu iz leta 2002 |
| -------------------------------------- | -------------------------------------- | -------------------------------------- | -------------------------------------- | -------------------------------------- |
| Srbi                                   | Srbi                                   |                                        | 505                                    | 83,05%                                 |
| Romi                                   | Romi                                   |                                        | 92                                     | 15,13%                                 |
| Hrvati                                 | Hrvati                                 |                                        | 1                                      | 0,16%                                  |
| Neznano                                | Neznano                                |                                        | 9                                      | 1,48%                                  |